# Malang
Malang este un oraș din Indonezia.